# La Réorthe
La Réorthe è un comune francese di 1 033 abitanti situato nel dipartimento della Vandea nella regione dei Paesi della Loira.

## Società

### Evoluzione demografica
Abitanti censiti